# Beat Ruchti
Beat Ruchti (* 1960) ist ein ehemaliger Schweizer Eishockeytorhüter.

## Karriere
Ruchti spielte zunächst für den EV Zug, für den er von 1979 bis 1981 in der zweitklassigen Nationalliga B aktiv war. Zur Saison 1981/82 erfolgte der Wechsel zum HC Davos in die Nationalliga A. Mit den Bündnern gewann der Linksfänger zweimal, 1984 und 1985, die Schweizer Meisterschaft. Nachdem er beim SC Herisau in der höchsten Amateurliga verweilt hatte, schloss er sich 1987 dem SC Bern an.
Dort gelang es ihm nicht, sich gegen Torhüter-Legende Renato Tosio durchzusetzen, sodass er die Mutzen nach nur einem Spieljahr verliess und zum HC Ambrì-Piotta wechselte. Seine Karriere liess er beim Grasshopper Club Zürich ausklingen.

## Erfolge und Auszeichnungen
- 1984 Schweizer Meister mit dem HC Davos
- 1985 Schweizer Meister mit dem HC Davos